# マルグリット・ブロクディス
マルグリット・ブロクディス（Marguerite Broquedis, 1893年4月17日 - 1983年4月23日）は、フランス・ポー出身の女子テニス選手。1910年代から1920年代にかけて活躍し、フランスのテニス界の黎明期を築いた名選手のひとりである。彼女は1912年ストックホルム五輪のテニス女子シングルス金メダルでよく知られるが、出場資格がフランス人選手のみに限定されていた初期の全仏選手権でも傑出した成績を残し、女子シングルス2勝・女子ダブルス1勝・混合ダブルス3勝を記録した。

## 来歴
ブロクディスは1910年から全仏選手権で活躍を始めたが、最初は女子シングルスで1910年と1911年の2年連続準優勝があり、ジャンヌ・マシー（Jeanne Matthey）に連敗している。1911年の全仏選手権混合ダブルス部門で、ブロクディスはアンドレ・ゴベール（1890年 - 1951年）とペアを組んで初優勝した。1912年のストックホルム五輪では、テニス競技は通常の屋外競技に加えて「室内競技」（オリンピック記録では“Indoor Courts”と記載）の2種類が実施された。ブロクディスが女子シングルスの金メダルと混合ダブルスの銅メダルを獲得したのは、通常の屋外競技である。ブロクディスは女子シングルス決勝でドイツ代表のドロテア・ケーリングを 4-6, 6-3, 6-4 で破って優勝し、混合ダブルスではアルベール・カネ（Albert Canet）とのペアで銅メダルを獲得した。
1913年と1914年にかけて、ブロクディスは全仏選手権で女子シングルス2連覇を達成する。最初期の全仏選手権は、試合結果や選手のフルネームも正確な記録が残っていないものが多い。1913年にブロクディスがジャンヌ・マシーを破った試合のスコアは残っておらず、1914年にスザンヌ・ランランを破ったスコア（5-7, 6-4, 6-3）からは記録が残されている。全仏選手権の女子シングルスで2連覇を達成した年、ブロクディスはウィンブルドン選手権の混合ダブルス部門でも活躍した。パートナーはアンソニー・ワイルディングであったが、決勝でジェームズ・パーク&エセル・トムソン・ラーコム組に 6-4, 4-6, 2-6 で敗れて準優勝になっている。
1915年から1919年まで、第1次世界大戦のため全仏選手権の開催が中止された。その間、1917年にブロクディスは最初の結婚をし、夫の姓「ビロー」（Billout）を併用して「マルグリット・ビロー」と名乗ったこともある。1920年から再開された全仏選手権では、2大会連続でブロクディスとスザンヌ・ランランが女子シングルス決勝を戦ったが、6年ぶりの決戦ではランランに 1-6, 5-7 で敗れ、3度目の優勝はならなかった。その4年後、1924年にブロクディスは女子ダブルスと混合ダブルスの2部門で優勝を果たす。13年ぶりの混合ダブルス優勝はジャン・ボロトラとのコンビだった。この年まで全仏選手権は出場資格をフランス人選手に限定していたが、1925年から国際大会となり、大会名称が「フランス国際選手権」（Championne internationale de France）に変更される。ブロクディス自身も最初の夫ビローと別れ、1925年にボード（Bordes）と再婚した。国際大会になった後、ブロクディスは1927年に再び混合ダブルスでボロトラとペアを組み、ビル・チルデン（アメリカ）&リリ・デ・アルバレス（スペイン）組を 6-4, 2-6, 6-2 で破って3年ぶりの優勝を果たした。全仏選手権の転換期を生きたマルグリット・ブロクディスは、37歳を迎える1930年まで現役を続行し、1983年4月23日にオルレアンにて90歳6日で長逝した。

## 全仏選手権の成績
- 女子シングルス：2勝（1913年・1914年） ［準優勝3度：1910年・1911年・1920年］
- 女子ダブルス：1勝（1924年）
- 混合ダブルス：3勝（1911年・1924年/1927年）